# Oberea mutata
Oberea mutata là một loài bọ cánh cứng trong họ Cerambycidae.